# Borghese

Wappen derer Borghese

Borghese ist der Name eines römischen Adelsgeschlechts fürstlichen Standes, das zum päpstlichen Adel wie auch zum europäischen Hochadel zählt und bis heute besteht.

## Geschichte
Die Familie entstammt ursprünglich dem Patriziat von Siena, wo sie seit 1238 urkundlich belegt ist. Agostino Borghese (1390–1462) tat sich als Heerführer in den Kämpfen seiner Heimatstadt gegen das konkurrierende Florenz hervor, wurde von Papst Pius II. zum Pfalzgrafen und von Kaiser Sigismund zum Reichsgrafen erhoben. Niccolò (1432–1500) war ein Politiker der Republik Siena und machte sich auch als Philosoph und Literat einen Namen. Pietro (1469–1527) wurde von Leo X. zum Senator in Rom ernannt. Die sichere Stammreihe beginnt mit Marcantonio Borghese, der sich 1541 in Rom niederließ und als Staatsbeamter und Jurist in päpstlichen Dienst trat.

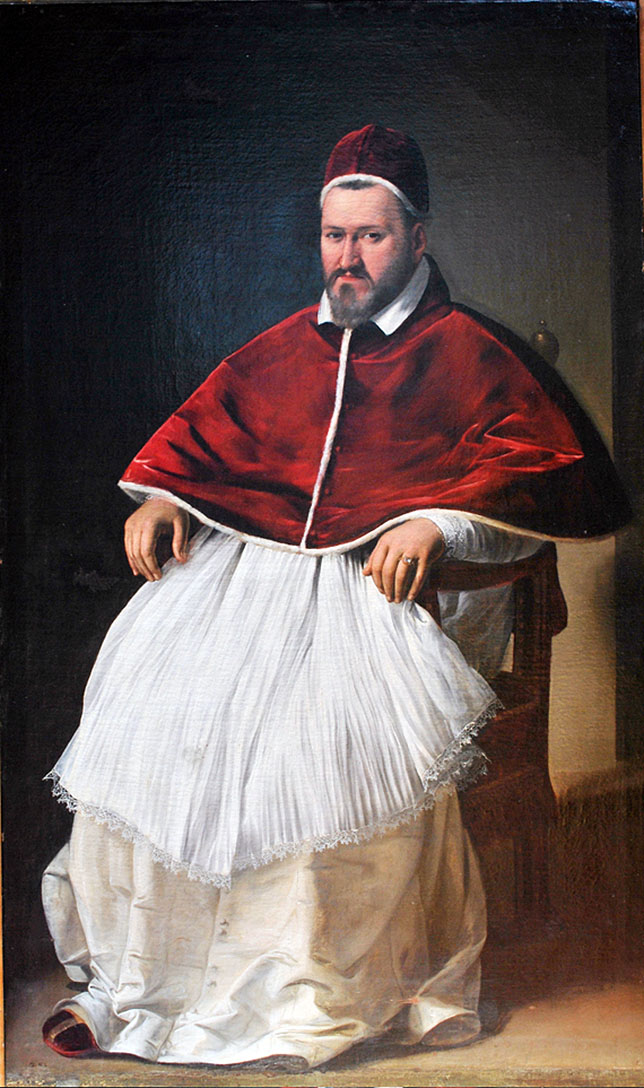
Papst Paul V. (Camillo Borghese), Papst von 1605 bis 1621, auf einem Gemälde von Caravaggio

Dessen Sohn, der 1552 geborene Camillo Borghese, trat als Geistlicher in den Dienst der Kurie, wurde 1596 Kardinal und 1605 zum Papst gewählt. Als Paul V. amtierte er bis zu seinem Tod 1621. Paul V. verhalf durch den damals üblichen Nepotismus am Heiligen Stuhl seiner Familie zu hohen Ämtern und erheblichem Reichtum. Sein Bruder Francesco (1556–1620) wurde Graf von Rignano und General der Päpstlichen Armee. Ein weiterer Bruder Giovanni Battista (1554–1609) wurde zum Gouverneur von Borgo und Kastellan der Engelsburg ernannt. Der Sohn aus der Ehe von Pauls Schwester Ortensia mit Francesco Caffarelli, der spätere einflussreiche Kardinal Scipione Caffarelli Borghese, wurde von ihm adoptiert und mit Ämtern überhäuft, die sehr einträglich waren.
Zum Hochadel zählt das Geschlecht, seitdem Papst Paul V. seinen Neffen Marcantonio Borghese (1598–1658) im Jahr 1605 zum erblichen Fürsten von Montecompatri erhob. In das Patriziat von Venedig wurde das Geschlecht ebenfalls in jenem Jahr ehrenhalber aufgenommen. Die Borghese zählten bald zu den größten Grundbesitzern der Campagna Romana und vermehrten ihren Wohlstand durch Monopole im Mühlen- und Gastgewerbe. Mit dem Erwerb von Grundherrschaften sowie durch Erbschaften kamen seit 1607 zahlreiche weitere Fürsten-, Markgrafen-, Grafen- sowie Herzogstitel an die Familie. Scipione wurde 1609 Fürst von Vivero, ein weiterer Papstneffe, Marcantonio Borghese, wurde 1607 vom spanischen König Philipp III. zum Fürst von Sulmona erhoben. Die aus Siena zugewanderte Familie von Kurienbeamten schloss bald zu den alten römischen Hochadelsfamilien Colonna und Orsini auf und überholte sie in Bezug auf das Familienvermögen.
Den Palazzo Borghese in Rom, 1560 im Kern errichtet, hatte im Jahr 1604 der damalige Kardinal Camillo Borghese erworben. Nachdem er 1605 zum Papst Paul V. gewählt worden war, überließ er das Bauwerk seinen Brüdern Francesco und Giovanni Battista. Diese übertrugen Flaminio Ponzio die Aufgabe, es zu einer der Papstfamilie angemessenen Residenz zu erweitern. Bis 1613 schuf dieser den Flügel an der Piazza Borghese und auch den an drei Seiten von zweistöckigen Arkaden umschlossenen Innenhof. Es ist bis heute eines der prachtvollsten Bauwerke Roms, befindet sich noch im Familienbesitz und wird vom Familienoberhaupt und Angehörigen bewohnt.

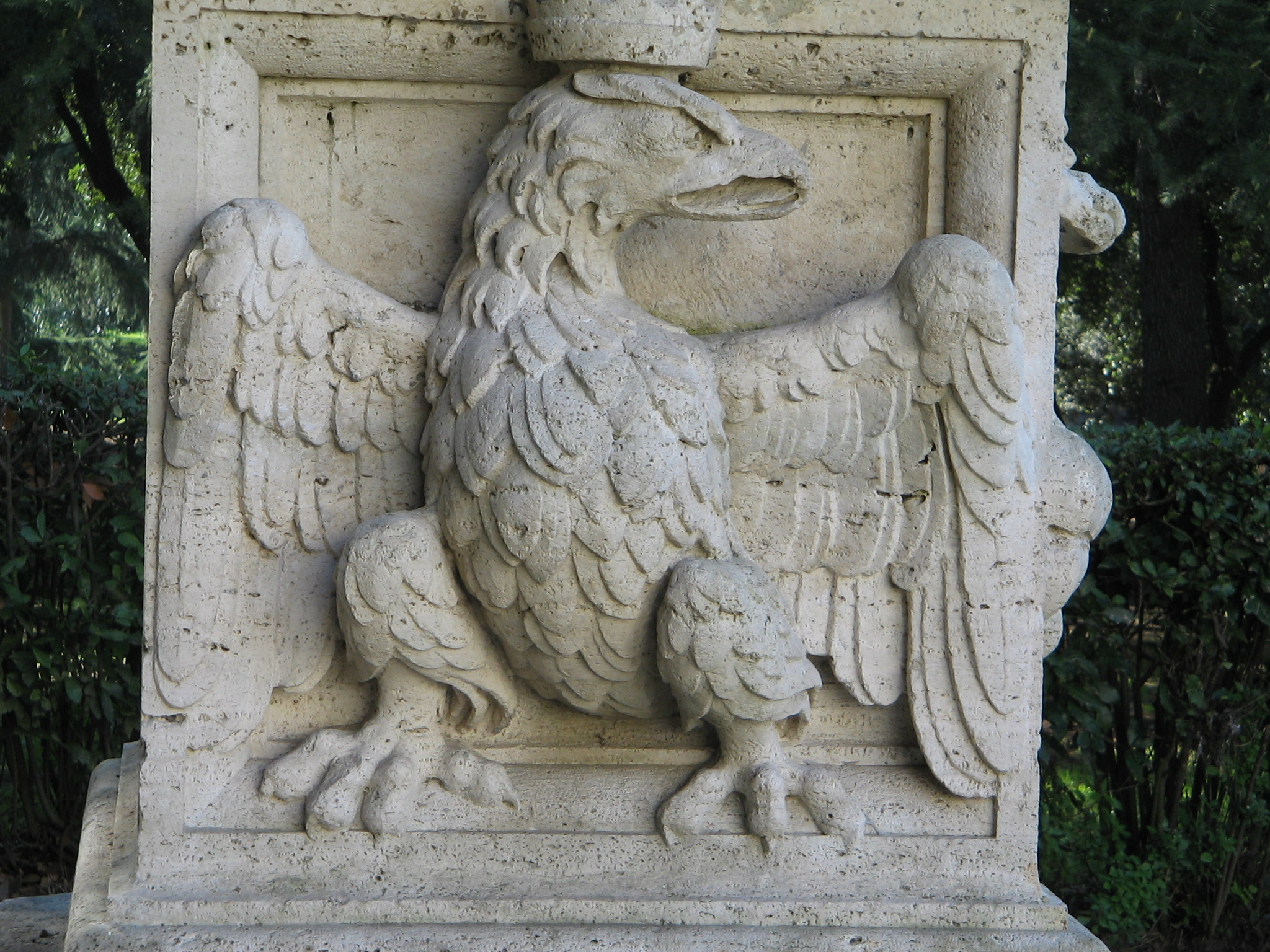
Der borghesische Adler an der Villa Borghese in Rom

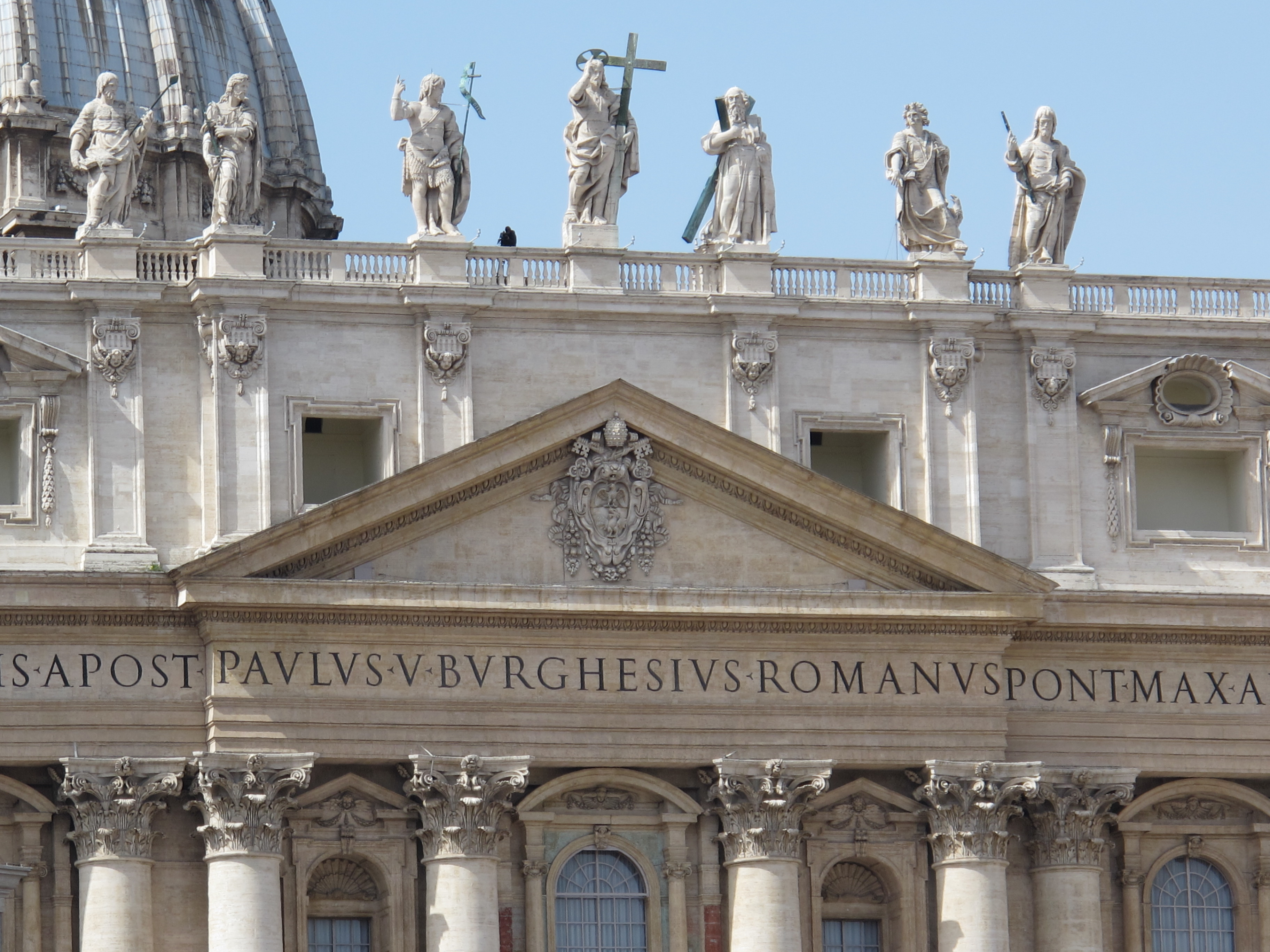
Das Borghese-Wappen als Papstwappen mit der Inschrift PAVLVS V. BVRGHESIVS über dem Portikus des Petersdoms in Rom

Die Villa Borghese befindet sich unmittelbar vor der Porta del Popolo in Rom; sie war der Sommerpalast des borghesischen Fürstengeschlechts, errichtet ab 1613 für den Papst-Neffen Kardinal Scipione Caffarelli Borghese. Im dazugehörigen Casino befindet sich die Kunstsammlung der Galleria Borghese, die auf die Sammelleidenschaft des Kardinals zurückgeht, mit Kunstwerken von Weltrang. Ursprünglich hatte er dort ausschließlich seine Antikensammlung untergebracht, die Goethe als „unsägliche Kunstschätze in dem Besitz des Fürsten“ bezeichnete, während die ebenso hochrangigen Gemälde im Palazzo Borghese in der Innenstadt hingen. Als Camillo Borghese 1803 die Schwester Napoleons geheiratet hatte, Pauline Bonaparte, zwang ihn sein Schwager, ihm die 344 bedeutendsten Antiken der Sammlung Borghese zu verkaufen, von denen einige heute zu den Glanzstücken des Louvre gehören. Die ursprünglich im Palazzo Borghese gesammelten Gemälde wurden 1891 mit der verbliebenen und teils durch Ausgrabungen auf den eigenen Ländereien erweiterten Antikensammlung der Villa vereinigt; die Villa mit weitläufigem Park und die Sammlungen wurden 1901 an den Staat verkauft.
Die Grablege des Papstes Paul V. und seiner Familie in der Cappella Paolina Borghesiana der Basilika Santa Maria Maggiore gilt als die prächtigste Familienkapelle Roms. Die Borghese stellten im Folgenden noch mehrere weitere Kardinäle und erlangten mit Camillo Borghese, Fürst von Sulmona und Rossano (1775–1832), dem Schwager Napoleons I., noch einmal politische Bedeutung. Er übte hohe politische und militärische Ämter aus. Den Park der Villa Borghese erweiterte er durch Zukäufe erheblich und ließ ihn im Stil eines englischen Landschaftsgartens umgestalten. Auch ließ er den Palazzo Salviati-Borghese in Florenz im klassizistischen Stil restaurieren; diesen hatte er von seiner Mutter Anna Maria Salviati geerbt hatte, der letzten des bedeutenden Florentiner Adelsgeschlechts Salviati. Ihn beerbte sein Bruder Francesco (1776–1839), dessen ältester Sohn Marcantonio als Fürst Borghese nachfolgte, dessen zweiter Sohn Camillo den Titel Fürst Aldobrandini – samt dem umfangreichen Erbe dieser Familie – erhielt und dessen dritter Sohn Scipione Borghese (1823–1892) 1834 zum Duca Salviati erhoben wurde und das Florentiner Erbe antrat.
Nach dem Erlöschen der Familie Pamphilj 1760 fielen auch weitere Teile des Erbes der Olimpia Aldobrandini an die Borghese, da Olimpia in erster Ehe einen Borghese, in zweiter einen Pamphilj geheiratet hatte und letzte Erbin des römischen Zweigs der Aldobrandini gewesen war. Fürst Francesco Aldobrandini Borghese (1776–1839) schuf daraus eine Sekundogenitur für seinen zweiten Sohn Camillo (1816–1902). Seither führt diese Linie den Titel Fürst Aldobrandini, die jüngste Linie den Titel Herzog Salviati. Ein weiterer Zweig anderen Namens entstand 1872 durch die Heirat des Giulio Borghese, Sohn des Marcantonio V. Principe Borghese, 8. Principe di Sulmona (1814–1886), mit Anna Maria Torlonia (1855–1901), wobei er 1873 den Namen Torlonia annahm, den Titel Principe di Fucino erbte und somit die jüngere Linie dieser Familie begründete.
Das Oberhaupt des Hauses Borghese, Fürst Livio (1874–1939), führte in den 1930er-Jahren folgende Titelkette: „11. Fürst von Montecompatri, 11. Fürst von Sulmona und Vivaro, 10. Fürst von Rossano, 5. Herzog von Canemorte, 11. Herzog von Palombara, 5. Herzog von Castelchiodato, 11. Herzog von Poggionativo, 11. Markgraf von Mentana, Norma, Civitella, Pratica, Moricone und Percille, 11. Graf von Valinfreda, 11. Baron von Cropalati, 11. Herr von Scarpa, Edelmann von Rom, Patrizier von Venedig, Neapel und Genua, Herr von … (und noch elf weitere Titel)“.
Heutiges Familienoberhaupt und Träger der genannten Titel ist Don Scipione Borghese (* 1970), verheiratet mit Donna Barbara Massimo (* 1965); sie haben einen Sohn Camillo (* 2020).
Die Borghese gehören, neben ihrer Seitenlinie Aldobrandini sowie den Familien Barberini, Caetani, Chigi, Colonna, Doria-Pamphilj, Lante della Rovere, Massimo, Odescalchi, Orsini, Pallavicini, Riario Sforza, Rospigliosi, Ruspoli und Torlonia zu den bekanntesten Fürstenhäusern des stadtrömischen Hochadels.

## Wappen
Unter goldenem Schildhaupt, darin ein goldengekrönter, bewehrter und bezungter schwarzer Adler, in Blau ein goldener Drache; Fürstenkrone und -mantel.

## Bekannte Familienmitglieder
- Papst Paul V. (geboren 1552 als Camillo Borghese, Papst von 1605 bis 1621)
- Giovanni Battista Borghese (1554/1555–1609; auch Giambattista Borghese), Gouverneur von Borgo und Kastellan der Engelsburg und der Festung Ancona
- Francesco Borghese (1556–1620), Graf von Rignano und General der Päpstlichen Armee von Paul V.
- Scipione Borghese (1577–1633), Kardinalnepot von Paul V. und Begründer der Kunstsammlung in der Villa Borghese
- Pietro Maria Borghese (1599–1642), Kardinal ab 1624
- Francesco Scipione Maria Borghese (1697–1759), Kardinal ab 1729
- Scipione Borghese (1734–1782), Camerlengo des Kardinalskollegiums im Jahre 1778
- Camillo Filippo Ludovico Borghese (1775–1832), Fürst von Sulmona und Rossano, Gemahl der Pauline Bonaparte, Schwager Napoleons I.
- Caterina Guendalina Borghese († 27. Oktober 1840) Tochter des Grafen Talbot (Shrewsbury) Frau  von Marc Antonio Borghese (LThK3)
- Junio Valerio Borghese (1906–1974), italienischer Marine-Offizier und faschistischer Politiker
- Alessandra Borghese (* 1963), Autorin, Managerin und Dame des Malteserordens

## Paläste
Die Familie besaß zahlreiche bedeutende Paläste, einige davon gehören ihr bis heute, darunter der Palazzo Borghese in Rom sowie Paläste in Pratica di Mare, Montevettolini und Catania.

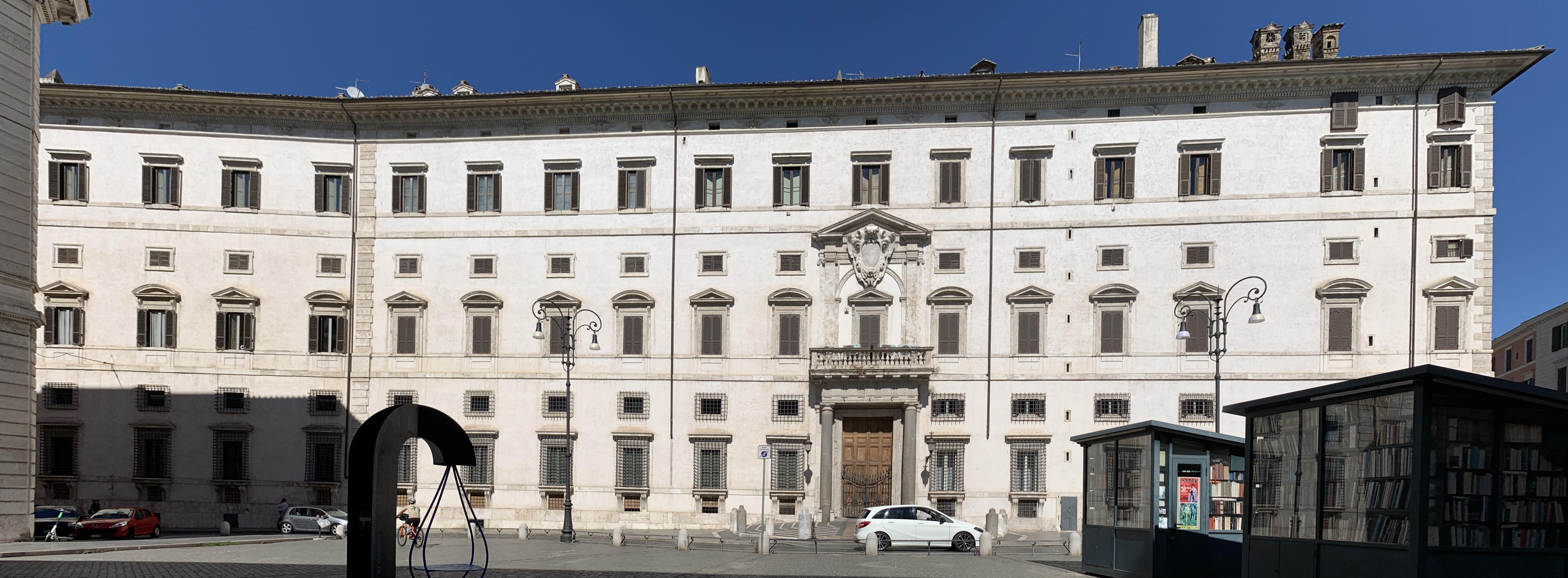
Palazzo Borghese, Rom
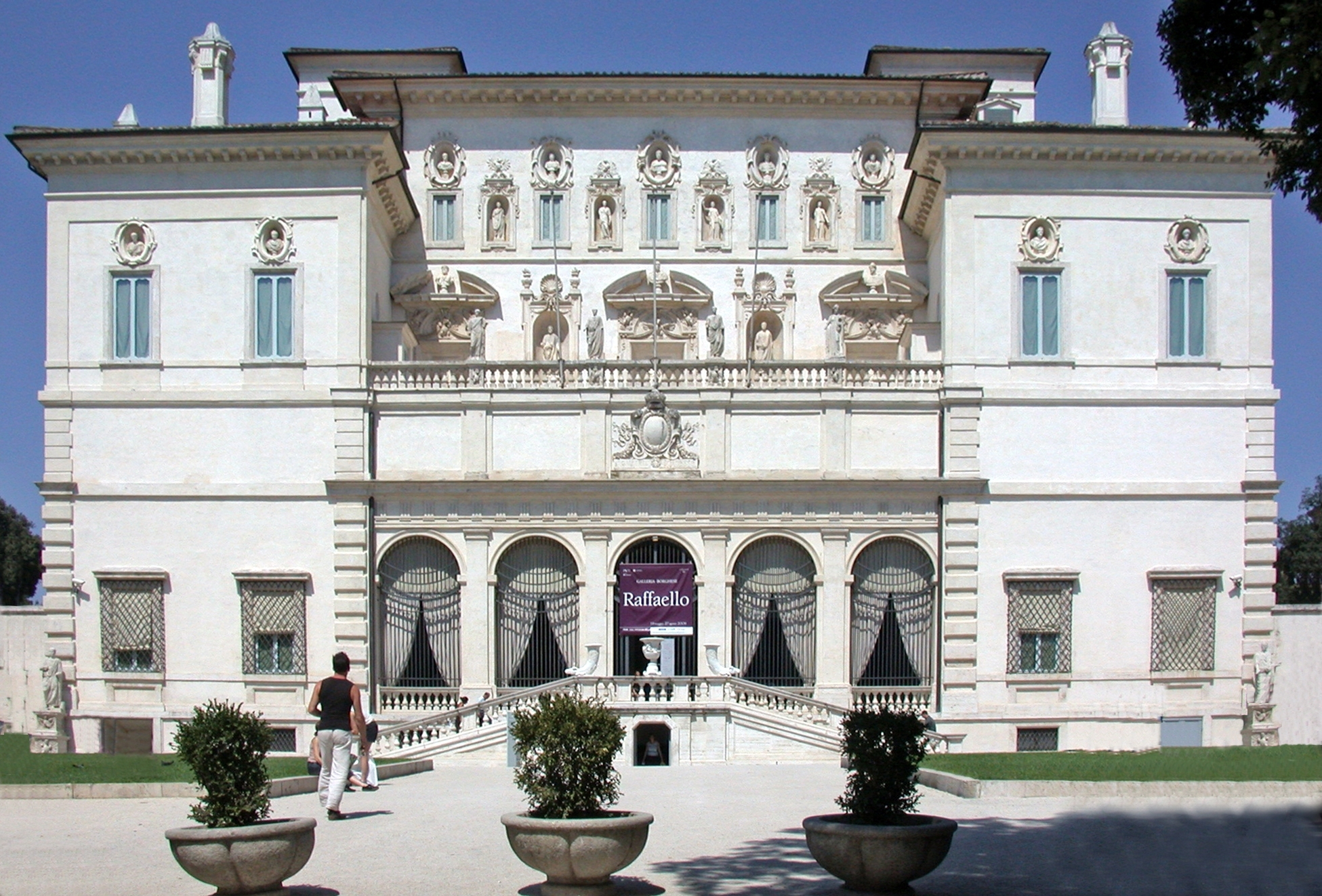
Villa Borghese (Rom), errichtet ab 1613 für Kardinal Scipione Borghese
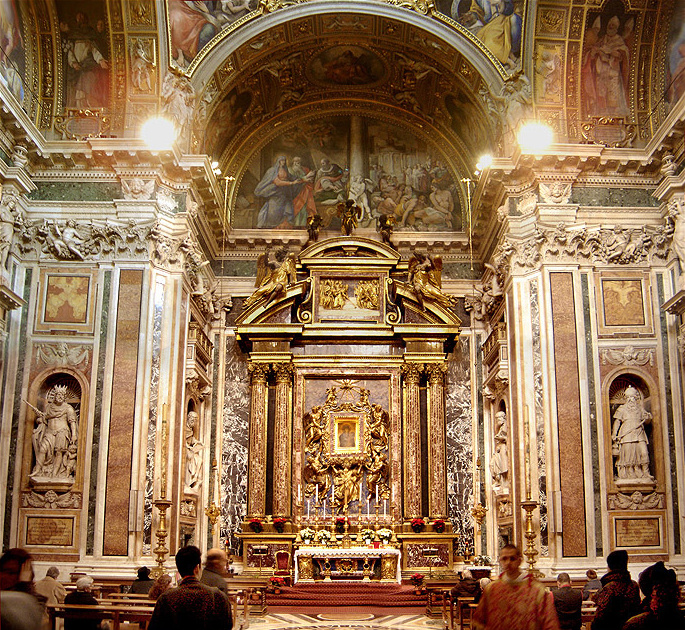
Cappella Paolina Borghesiana in der Basilika Santa Maria Maggiore, Rom (Grablege der Familie)
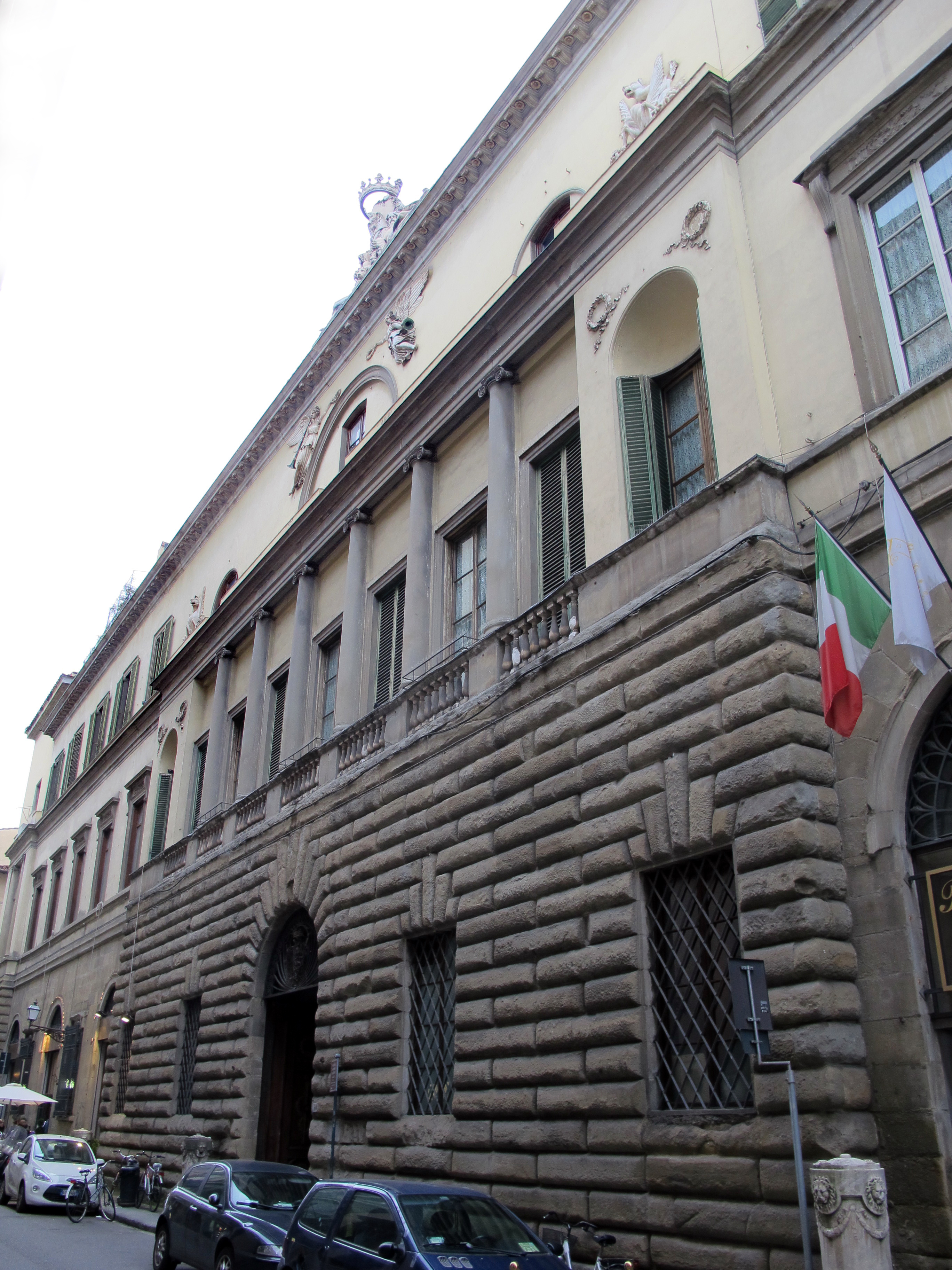
Palazzo Borghese (ehemals Salviati), Florenz
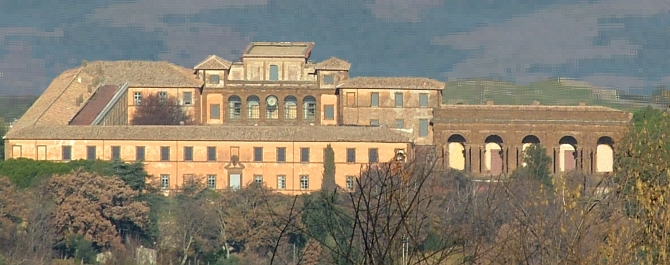
Villa Mondragone in Monte Porzio Catone
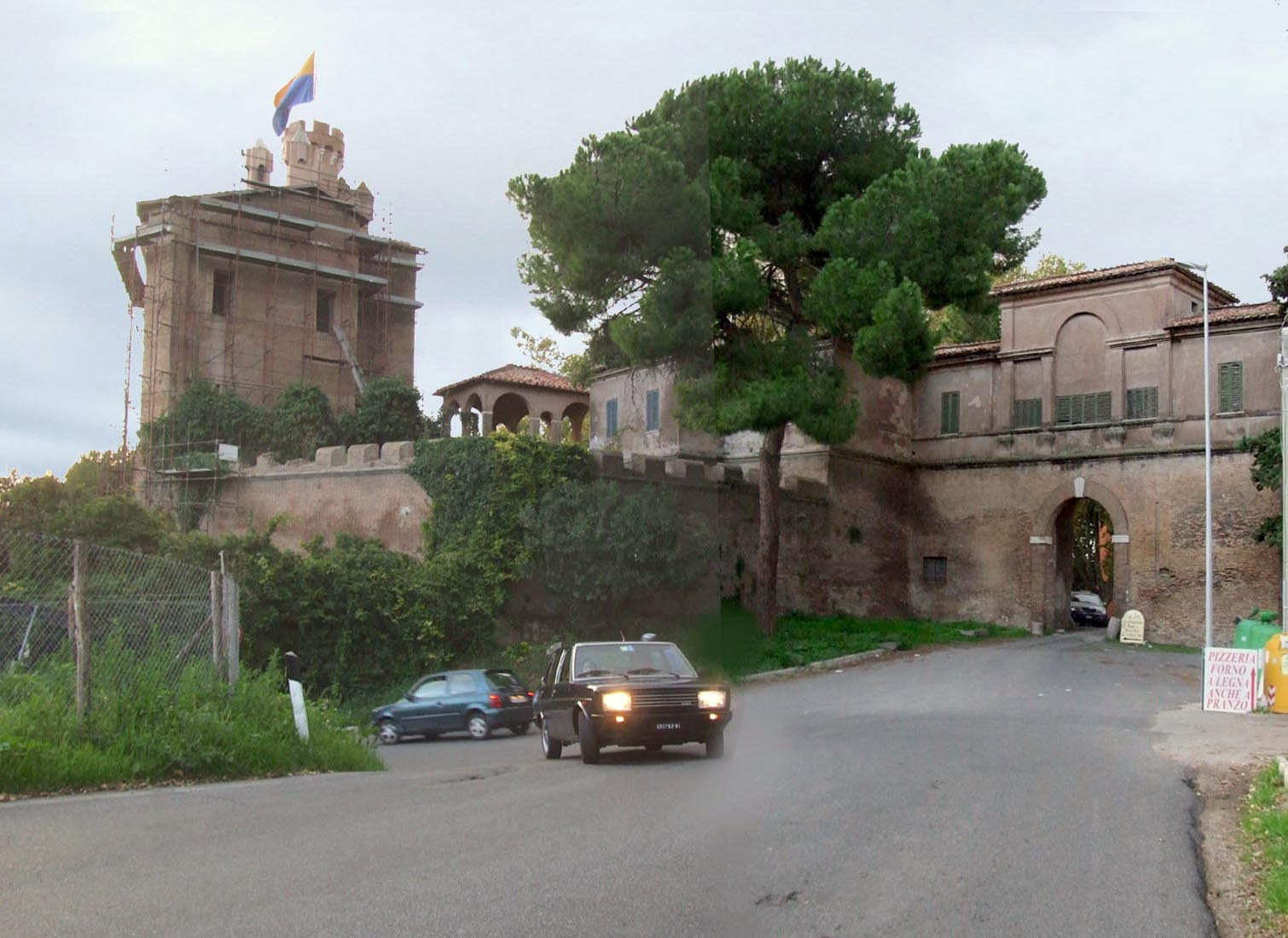
Castello Borghese in Pratica di Mare
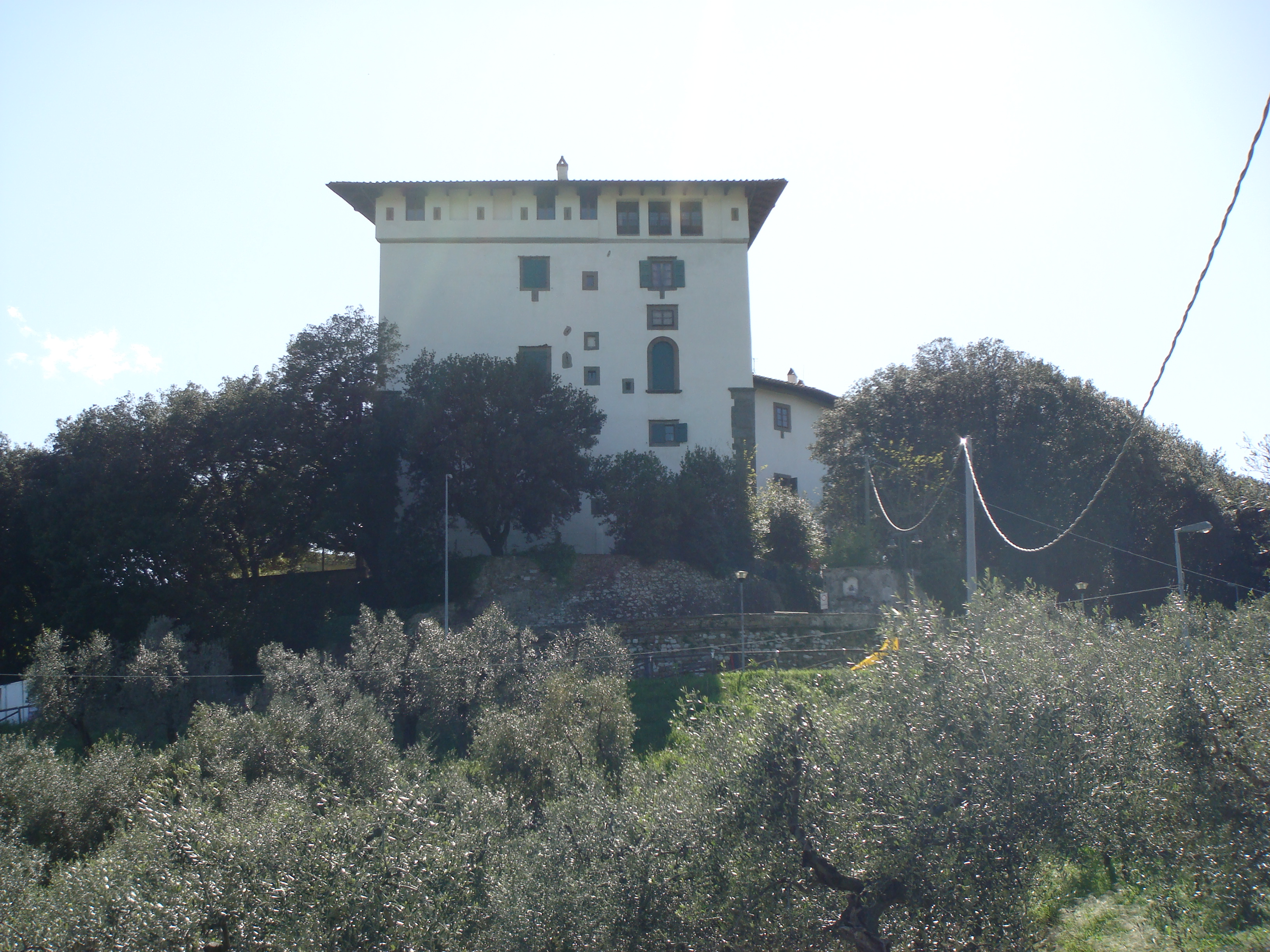
Villa Borghese Montevettolini, Toskana
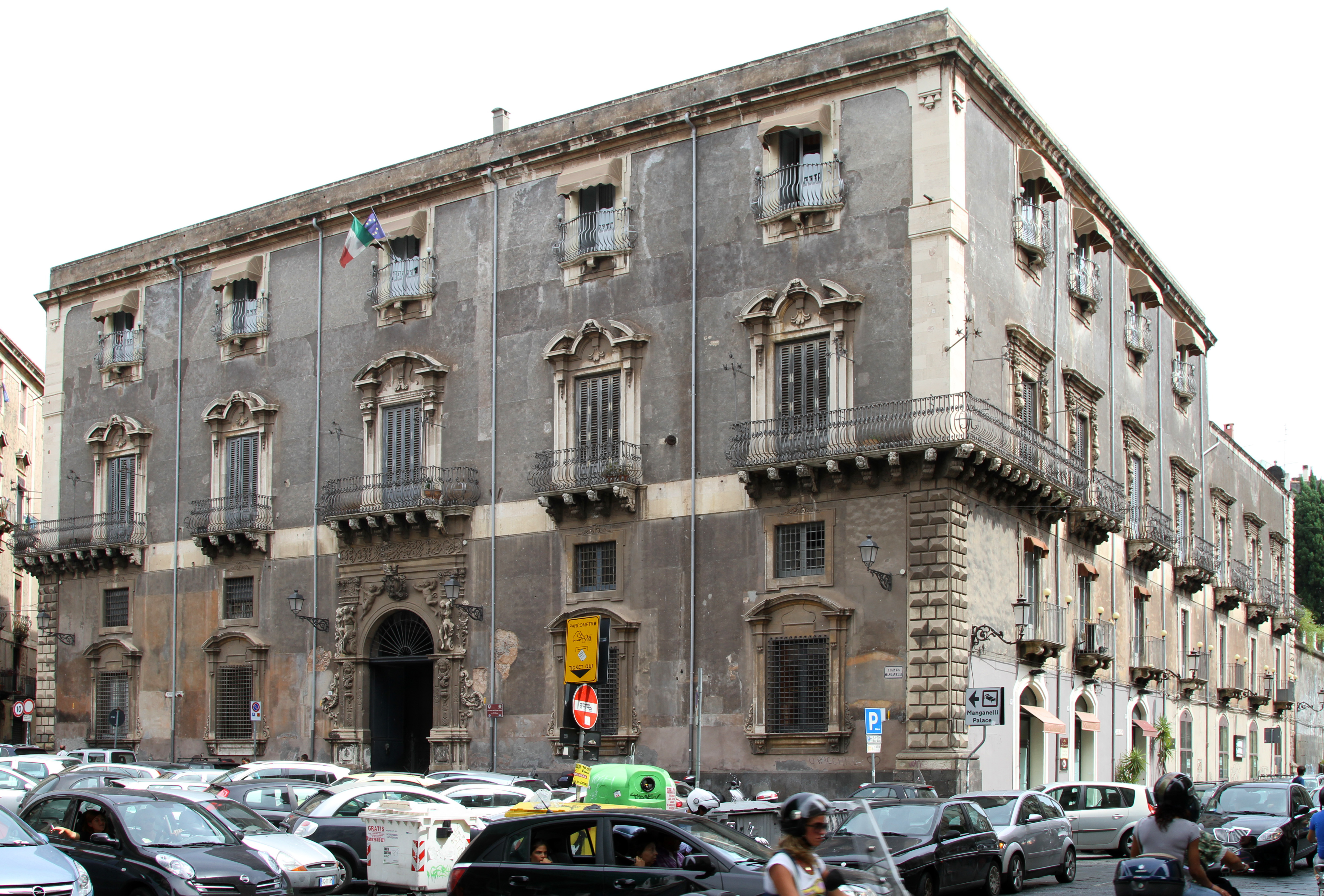
Palazzo Manganelli in Catania